# Emma Dean

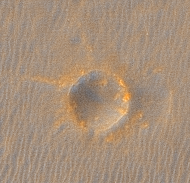
Emma Dean photographié par l'instrument Hirise de la sonde Mars Reconnaissance Orbiter.

Emma Dean est un petit cratère d'impact situé dans la plaine Meridiani Planum sur la planète Mars. Il a été visité par le rover Opportunity de la mission Mars Exploration Rover entre les sols 929 et 943, soit du 4 au 17 septembre 2006.
Ce cratère se situe à environ 100 m du grand cratère Victoria. Emma Dean se trouve juste au-dessus de la couche d'éjecta de Victoria et pourrait donc exposer du matériel provenant du plus profond de Victoria. Le nom du cratère est celui de l'un des bateaux de l'explorateur américain John Wesley Powell, célèbre pour ses expéditions sur le fleuve Colorado. 
Coordonnées sur Mars : 2° 0′ 0″ S, 5° 30′ 0″ O

## Autres cratères visités par le rover Opportunity
| No | Nom du cratère | Sols       | Diamètre |
| -- | -------------- | ---------- | -------- |
| 1  | Eagle          | 1- 56      | 22 m     |
| 2  | Fram           | 82         | ~8 m     |
| 7  | Endurance      | 95 - 315   | 130 m    |
| 3  | Argo           | 358        |          |
| 4  | Vostok         | 399 - 404  | ~20 m    |
| 5  | Erebus         | 550 - 750  | 320 m    |
| 6  | Beagle         | 901 - 904  | 35 m     |
| 7  | Victoria       | 931 - 1634 | 750 m    |